# Fantasy contemporaneo
Il fantasy contemporaneo (in inglese contemporary fantasy) è un sottogenere letterario che mescola caratteristiche della fantascienza moderna o del mondo reale con il fantasy, dove creature fatate o mitologiche vivono in un centro urbano o comunque in un ambiente contemporaneo, possedendo un livello tecnologico pari (o superiore) a quello terreno. La magia e la tecnologia si uniscono e si fondono.
In questo genere si intravedono caratteristiche degli altri generi letterari come:
- La letteratura fantastica (per l'irrazionalità del soprannaturale)
- L'horror (per la sua rappresentazione)
- Il fantasy (per la magia, e le sue creature mitologiche)

## Varianti
Il fantasy contemporaneo prende numerose varianti:
- La magia e il soprannaturale sono sempre esistiti ma sono stati allontanati o nella periferia del nostro mondo, o nelle fogne, o la metropolitana, o nei tetti, o comunque lontano dalla vista della quasi totalità  del genere umano come per esempio nella celebre saga di Harry Potter.
- Le creature fatate e la magia compaiono nel nostro mondo, evolvendosi a tal punto da avere la tecnologia (a volte più sviluppata di quella terrestre). La loro comparsa può essere improvvisa, o spesso la loro tecnologia è progredita contemporaneamente alla nostra.
- Hanno un mondo a parte ma hanno spesso una relazione con il nostro mondo. Questa variante compare spesso nella letteratura per ragazzi, come ad esempio le celebri saghe, di Shadowhunters, di Percy Jackson e di Artemis Fowl o Queste Oscure Materie. Come nel primo caso, tipicamente in questo filone il mondo "magico" si impegna attivamente per mantenere segreta la propria esistenza.